# فيلهلم باوس
فيلهلم باوس (بالنرويجية البوكمول: Vilhelm Paus)‏ هو دبلوماسي وشخصية أعمال ومحامي نرويجي، ولد في 25 أبريل 1915، وتوفي في 22 نوفمبر 1995.